# 15265 Ernsting
15265 Ernsting eller 1990 TG13 är en asteroid i huvudbältet som upptäcktes den 12 oktober 1990 av de båda tyska astronomen Freimut Börngen och Lutz D. Schmadel vid Tautenburg-observatoriet. Den är uppkallad efter författaren Walter Ernsting.
Asteroiden har en diameter på ungefär 6 kilometer.